# 加藤貴子 (女優)
加藤 貴子（かとう たかこ、1970年10月14日 - ）は、日本の女優。所属事務所はアミューズ。静岡県静岡市清水区（旧清水市）出身。東海大学短期大学部卒業。血液型A型。

## 来歴・人物
1990年、山本京子・吉村夏枝とともに、アイドルグループ「Lip's」のメンバーとして芸能界デビュー。テンションが高いキャラクターが売りで、『笑っていいとも!』に出演した際、タモリに「君は生放送に向いてないね」と言われたことがある。
Lip's解散後はアミューズに移籍し、TBSの昼ドラマ愛の劇場の『温泉へ行こう』シリーズのヒロイン役を演じてから、広くその名が知られるようになった。
『明石家さんまのG1 Grouper』の公開放送（1997年8月25日）では、さとう珠緒との歌合戦にて、ラムのラブソングを独特の歌唱法で歌い上げ、明石家さんまから好評価を受けていた。
2006年4月、芸名を本名の「貴子」から「たか子」へ改名したが、2008年1月に再び「貴子」に戻した。
2013年10月31日に一般男性と結婚したことをブログで発表した。
2014年6月12日、2013年末に稽留流産の手術をし半年間休養していたことと、妊娠5カ月であることを自身のブログで報告した。そして11月7日午前11時37分、第1子となる2711グラムの男児を出産した。
2017年3月19日、第2子妊娠を公表。8月22日、第2子男児を帝王切開により出産。

## エピソード
- 『愛のエプロン』では、料理の腕は上エプ（一時期全体で7位、この回のメンバーでは1位）評価されている。ドラマで見せる料理下手とは違い、本人は料理上手である。
- 自他ともに認めるアニメ声である。
- 『今田耕司・東野幸治とMBSヤングタウン』（MBSラジオ）を担当していたが、2人との共演が嫌でたまらず、大阪に向かう新幹線の中でストレスから吐血したことがあるという[5]。

## 出演

### テレビドラマ

#### NHK
- なごや千客万来（2000年）
- つるかめ助産院〜南の島から〜（2012年） - 艶子 役

#### TBS系列
- 水戸黄門
  - 第20部 第44話「涙で染めた紅花紬 -山形-」（1991年9月9日）
  - 第21部
    - 第1話「悪鬼が巣喰う岡崎城 -水戸・岡崎-」（1992年4月6日）
    - 第11話「姫君替玉大作戦 -阿蘇-」（1992年6月15日）
- 大岡越前 第13部 第4話「掏った財布に葵の御紋」（1992年12月7日）
- いつか好きだと言って（1993年） - 三井典子 役
- 高校教師（1993年） - 生徒 役
- 温泉へ行こう 全シリーズ - 椎名（武藤）薫 役（主演）
- 昔の男　第6話（2001年） - 西尾美奈 役
- GOOD LUCK!!（2003年） - 原田美和子 役
- Stand Up!!（2003年） - 佐々木留美子 役
- それは、突然、嵐のように…（2004年） - 石倉喜代子 役
- 花より男子（2005年・2007年） - 千石幸代 役
- 文學の唄 恋する日曜日 「接吻を盗む女の話」（2005年）
- ガチバカ!（2006年） - 影山千里 役
- ドラマスペシャル「トリプル・キッチン」（2006年8月1日） - 順子 役
- 月曜ゴールデン
  - 「上条麗子の事件推理5」（2006年4月17日） - 三島カオル 役
  - 「追跡〜失踪人捜査官・石森新次郎」（2008年1月28日） - 竹田真由子 役
- 温泉へGo! （2008年） - 椎名薫 役（主演）
- MM9（2010年） - 案野悠里 役
- シリーズ激動の昭和　総理の密使 〜核密約 42年目の真実〜 （2011年2月21日） - 若泉ひなを(若泉敬の妻) 役
- 南極大陸（2011年） - 鮫島純子 役
- スペシャルドラマ「ブラックボード〜時代と戦った教師たち〜 第3夜」（2012年4月7日） - 重浦佳世子 役
- とんび（2013年） - 幸恵 役
- 99.9-刑事専門弁護士- 第1話（2016年） - 赤木の妻 役
- IQ246〜華麗なる事件簿〜 第1話（2016年） - 草野キクエ 役

#### 日本テレビ系列
- 半七捕物帳
  - 第4話「八丁堀友情の十手」（1992年11月03日） - おしの 役
  - 第8話「十手を憎んだ女」（1992年12月01日） - おきよ 役
- 年末時代劇スペシャル 「風林火山」（1992年12月31日）
- ベストフレンド（1995年、YTV）
- 金田一少年の事件簿 第2シリーズ 第4話（1996年） - 物部真理 役
- Shin-D「宝さがし」（1997年）
- P.A. プライベート・アクトレス　第2話（1998年）
- リミット もしも、わが子が…　第1話・第5話・第6話（2000年） - 福島千晶 役
- ビューティ7（2001年） - 渡辺君枝 役
- ムチャブリ! わたしが社長になるなんて 第8話 (2022年3月2日) - 大牙陽子 役
- 悪女（わる）働くのがカッコ悪いなんて誰が言った? 第8話（2022年6月1日） - 竹内えり子 役
- 未成年〜未熟な俺たちは不器用に進行中〜（2024年11月5日 - 2025年1月7日） - 水無瀬沙貴 役[6]

#### フジテレビ系列
- 輝く季節の中で（1995年）
- 白線流し　第4話・第10話・第11話（1996年） - 橘朋子 役
- ハッピーマニア（1998年）
- 金曜エンタテイメント「白線流し　二十歳の風 - あれから三年、あの七人が感動の再会」（1999年）
- 陰陽師☆安倍晴明〜王都妖奇譚〜（2002年） - 氷月 役
- 剣客商売 第4シリーズ 第5話（2003年） - おさき 役
- Ns'あおい（2006年） - 加納キリ子 役
- ショートピース（2011年）

#### テレビ朝日系列
- 暴れん坊将軍IV 第31話「お役者新さん 花の回り舞台!」（1991年） - 志津 役
- 名奉行 遠山の金さん 第4シリーズ 第4話「占いを信じた女」（1991年） - 町娘 役
- 新春5時間時代劇スペシャル「独眼竜の野望　伊達政宗」（1993年1月3日）
- いとしの未来ちゃん（1997年） - キャシー 役
- 恋愛中毒（2000年） - 藤谷理沙 役
- 相棒 Season2（2003年） - 斎東リカ 役
- おみやさん 第2シリーズ　第7話（2003年）
- 土曜ワイド劇場
  - 「炎の警備隊長・五十嵐杜夫」シリーズ（2003年 - ） - 五十嵐雅子 役
  - 「遺品の声を聴く男4」（2013年5月25日） - 小森由起恵 役
  - 「ホゴカン 熱血保護司・村雨晃司の事件簿」（2013年8月31日） - 村雨しのぶ 役
- 八丁堀の七人 第5シリーズ　第7話（2003年）
- 新・科捜研の女 第1・第2・第3・第4シリーズ（2004年・2005年・2006年・2008年・2009年・2010年） - 土門美貴 役
- 人が殺意を抱くとき　第9回「汝の隣人」（2004年）
- 新春サスペンス特別企画「黒いバッグの女　京都〜近江八幡〜佐渡逃避行の秘密!」（2006年1月5日）
- 警視庁捜査一課9係 年末スペシャル・Season2・第7シリーズ第1話（2006年12月27日・2007年4月25日 - 2007年6月20日・2012年7月4日） - 徳島さやか 役
- 八州廻り桑山十兵衛〜捕物控ぶらり旅 第7話ゲスト出演（2007年7月3日） - みき 役
- 警部補 矢部謙三 第1話（2010年4月16日） - 大原瑠璃子 役
- 悪党〜重犯罪捜査班 第2話（2011年1月28日） - 岡本千鶴 役
- DOCTORS〜最強の名医〜 第6話（2011年12月1日） - 浜岡ゆき乃 役
- 遺留捜査 第6シーズン 第2話（2021年1月21日） - 姫野美那子 役
- ザ・ハイスクール ヒーローズ 第4話（2021年8月21日） - 桜井咲絵 役
- たとえあなたを忘れても（2023年10月22日 - 12月17日） - 河野ゆかり 役[7]
- ムサシノ輪舞曲（2025年4月19日 - 6月21日、テレビ朝日） - 阿川なみえ 役[8]

#### テレビ東京系列
- さすらい温泉♨遠藤憲一 第六湯（2019年2月20日） - 加納多香子 役
- ビッ友×戦士 キラメキパワーズ! 第5話（2021年8月8日） - 紫守優美 役

#### BSジャパン
- 駅弁ひとり旅（2012年） - 中原優子 役

### ウェブドラマ
- 仮面ライダーアマゾンズ（2016年4月 - 、Amazonプライム・ビデオ） - 水澤令華 役

### 映画
- ひみつの花園（1997年） - 伊丹弥生 役
- 花より男子F（2008年、東宝） - 千石幸代 役
- ぼくのおばあちゃん（2008年） - 村田絵美 役
- 仮面ライダーアマゾンズ THE MOVIE 最後ノ審判（2018年） - 水澤令華 役[9]

### バラエティ

#### Lip's時代
- 生生生生ダウンタウン（1992年、TBS）
- 笑っていいとも!（1993年、フジテレビ）
- タモリ倶楽部（1993年、テレビ朝日）
- ミックスパイください（1992年、中部日本放送）
- モグラネグラ（テレビ東京）

#### 解散後
- ディスカバ!99（TBS）
- はぴひる!（TBS）
- 愛のエプロン（テレビ朝日）
- 出没!アド街ック天国（テレビ東京）
- 笑っていいとも!（フジテレビ）
- ごきげんよう（フジテレビ）
- 2時っチャオ!（2008年9月11日、TBS）
- オールスター感謝祭（TBS）
  - '08秋超豪華!クイズ決定版!!（2008年9月27日）
  - '12春芸能界No.1決定戦SP!!（2012年3月30日）
- ホンネの殿堂!!紳助にはわかるまいっ（2009年6月19日、フジテレビ）
- 行列のできる法律相談所（2009年7月5日、日本テレビ）
- 出発!ローカル線 聞きこみ発見旅（2016年5月2日、BSジャパン）

### ラジオ

#### Lip's時代
- アイドルアカデミー（1990年 - 1993年、K-MIX［静岡エフエム放送］）
- MBSヤングタウン（1992年、MBSラジオ）金曜担当。パーソナリティは東野幸治と今田耕司。

#### 解散後
- 明石家さんまのG1 Grouper（1996年 - 1997年、TOKYO FM）パーソナリティは明石家さんま。
- のってけテリー!渚の青春花吹雪（1997年 - 1998年、ニッポン放送）パーソナリティはテリー伊藤。

### CD
- そんなヨウちゃんとあんなキューちゃんに騙されて （1996年）クーニャンズ名義
- 太陽がくれた季節 （1997年）加藤貴子名義
- 星の天使 （1998年）アストラスーパースターズサウンドトラック内に収録 加藤貴子名義

### 舞台
- 野田地図　「ローリング・ストーン」（1998年）、シアターコクーン他）
- 野田地図　「半神」（1999年、シアターコクーン他）
- 地球ゴージャス　「クインテット」（2001年、シアターVアカサカ他）
- 時速246億 vol.01『Funny Bunny』（2007年5月29日‐6月3日、新宿スペース107）
- キューブ　「冬の絵空」（2008年 - 2009年、世田谷パブリックシアター）
- TEAM NACS SOLO PROJECT「ライトフライト〜帰りたい奴ら〜」（2009年、サンシャイン劇場他）
- 東京セレソンデラックス「くちづけ」（2010年、シアターサンモール他）
- 姉妹たちの庭で 〜モーニングス・アット・セブン〜（2011年、シアタークリエ）
- タクフェス 第11弾　「晩餐」（2023年、飯能市市民会館他） - 高槻氷見子 役[10][11]
- 劇団papercraft 第11回公演「昨日の月」（2025年公演予定、彩の国さいたま芸術劇場 小ホール）[12]

### イベント
- 江國香織×森雪之丞　新作連弾詩集発売記念朗読会『扉のかたちをした闇』（2017年1月23日、日本橋三井ホール） - 朗読[13]

### CM
- 東京三菱銀行
- 花王
- NTTドコモ ドコモショップ（2007年）